# Вальтер, Ульрих Ханс
У́льрих Ханс Ва́льтер (нем. Ulrich Hans Walter; род. 9 февраля 1954, Изерлон, Северный Рейн-Вестфалия, ФРГ) — немецкий учёный, 5-й астронавт ФРГ.

## Образование
После окончания средней школы в Изерлоне в 1972 году и двухлетней службы в Бундесвере в качестве инструктора армейской школы ПВО Ульрих Вальтер поступил в Кёльнский университет. В 1980 году он получил диплом по экспериментальной физике, а в 1985 году — докторскую степень в области физики твёрдого тела.
В 1985—1987 годах работал в Аргоннской национальной лаборатории в Чикаго и Калифорнийском университете в Беркли.

## Космическая подготовка
В августе 1987 года в Германии был проведён набор астронавтов для полёта по программе Spacelab D-2 на космическом корабле «Спейс Шаттл». Ульрих Вальтер оказался одним из пяти отобранных кандидатов. С 1988 по 1990 год он проходил общекосмическую подготовку в Германском аэрокосмическом центре (DLR). Подготовка, в частности, включала полёты на самолёте КС-135 по параболической траектории на временную невесомость. Ульрих совершил на нём более 1300 полётов.
В сентябре 1990 года получил назначение в экипаж в качестве специалиста по полезной нагрузке. Параллельно с прохождением подготовки в 1991—1992 годах был одним из кандидатов от Германии в отряд астронавтов ЕКА, но зачислен не был.

## Полёт на «Колумбии»
Свой единственный космический полёт Ульрих Вальтер совершил 26 апреля — 6 мая 1993 года на американском шаттле «Колумбия» (STS-55). Полезной нагрузкой являлась лаборатория Spacelab D-2. Было выполнено около 90 экспериментов в области естественных наук, физики, робототехники, астрономии, изучения земной атмосферы. Ульрих Вальтер провёл в этом полёте 9 суток 23 часа 39 минут 59 секунд.
Статистика
| # | Стартовый корабль | Старт                 | Экспедиция | Корабль посадки | Посадка               | Налёт                     | Выходы в открытый космос | Время в открытом космосе |
| - | ----------------- | --------------------- | ---------- | --------------- | --------------------- | ------------------------- | ------------------------ | ------------------------ |
| 1 | Колумбия STS-55   | 26.04.1993, 14:50 UTC | STS-55     | Колумбия STS-55 | 06.05.1993, 14:29 UTC | 09 суток 23 часа 39 минут | 0                        | 0                        |
|   |                   |                       |            |                 |                       | 09 суток 23 часа 39 минут | 0                        | 0                        |

## Последующая деятельность
В 1993 году, вскоре после выполнения полёта, покинул отряд астронавтов DLR. В 1994 году возглавил Германский архив снимков из космоса в DLR (Оберпфаффенхофен). После того как немецкие астронавты были переведены в отряд астронавтов ЕКА, он уволился из DLR и перешёл работать в немецкое отделение IBM.
С марта 2003 года Ульрих Вальтер — полный профессор Мюнхенского технического университета, возглавляет кафедру аэрокосмических технологий на факультете машиностроения.
Автор книги о своём космическом полёте «За 90 минут вокруг Земли» (1997), а также более 60 научных работ. Кроме того, работает ведущим научно-популярного шоу «MAXQ — Жажда знаний» на баварском телевидении.

## Награды
- Офицер ордена «За заслуги перед Федеративной Республикой Германия»
- Медаль Вернера фон Брауна

## Семья
Женат, имеет двоих детей.

## Увлечения
Бадминтон, баскетбол, футбол, поп-музыка, классическая музыка, электроника.